# Christian Björk
Christian Björk, född 1976, är en svensk designhistoriker, författare och föreläsare med expertis om svensk arkitektur och konsthantverk.  
Björk disputerade 2016 i konstvetenskap vid Stockholms universitet. I sin forskning tar han sig an olika skalor av 1900-talets gestaltade livsmiljöer, från de större stadsrummen till interiörer, möbler och konsthantverk. Björk har ett särskilt forskningsintresse för folkhemmets förorter, med bostäder, gröna offentliga rum och kulturella och kommersiella lokaler. I avhandlingen och flera artiklar undersöker han segregation i modernistiska stadsrum.
Åren 2018–2022 var han extern forskare vid Röhsska museet, vilket resulterade i en biografi om inredningsarkitekt Otto Schulz.
Björk har medverkat i och skrivit flera populärvetenskapliga böcker om inredningsarkitektur, formgivning och konsthantverk. Han har bland annat skrivit om Nävfeqvarns Bruk som gjorde succé vid Jubileumsutställningen i Göteborg 1923 och världsutställningen i Paris 1925. Bruket anlitade många tidens främsta arkitekter och konstnärer, till exempel Gunnar Asplund, Folke Bensow, Olof Hult, Carl Hörvik, Sven Markelius, Erik Grate, Ivar Johnson och Anna Petrus. Näfveqvarns bruk bar fram tidens estetik "Swedish Grace" och satte svensk design på den internationella kartan. Björk har även skrivit om Firma Svenskt Tenns grundare Estrid Ericson, varit medförfattare i biografin om möbelarkitekten Axel Einar Hjorth och redaktör för praktverken Swedish Grace och Swedish Modern. Björks designhistoriska texter har även figurerat i utställningssammanhang.